# Боска ди Сото (Ферара)
Боска ди Сото (итал. Bosca di Sotto) је насеље у Италији у округу Ферара, региону Емилија-Ромања.
Према процени из 2011. у насељу је живело 71 становника. Насеље се налази на надморској висини од 10 м.